# Sphenotoma parviflorum
Sphenotoma parviflorum är en ljungväxtart som först beskrevs av George Bentham, och fick sitt nu gällande namn av Ferdinand von Mueller. Sphenotoma parviflorum ingår i släktet Sphenotoma och familjen ljungväxter. Inga underarter finns listade i Catalogue of Life.